# Anchises
Anchises var i den græske mytologi en trojansk helt, der var far til Æneas.
Fordi Zeus var træt af, at kærlighedsgudinden Afrodite konstant fik ham til at blive forelsket i dødelige kvinder, besluttede han at gøre hende forelsket i den dødelige Anchises. Det lykkedes, og i skikkelse af en frygisk prinsesse forførte hun ham. Sammen fik de Æneas, men i forlegenhed over at være blevet forelsket i en dødelig, forbød hun Anchises at nævne det for nogen. Han kunne dog ikke holde sin mund og pralede over for Zeus, der som straf skød ham med en tordenkile, så han blev lam.
Da Æneas flygtede fra Troja, bar han sin lamme far til skibet. Anchises døde på Sicilien.
Anchises omtales hos Homer, Vergil og Apollodoros.
- Wikimedia Commons har flere filer relateret til Anchises